# روبرت ستون (مخرج)
روبرت ستون (بالإنجليزية: Robert Stone)‏ هو منتج أفلام ومخرج أمريكي، ولد في 1958 في نيويورك في الولايات المتحدة.

## وصلات خارجية
- روبرت ستون على موقع IMDb (الإنجليزية)
- روبرت ستون على موقع قاعدة بيانات الفيلم (الإنجليزية)